# Седмйороґув-Перший
Седмйороґув-Перший (пол. Siedmiorogów Pierwszy, нім. Gut Siedmorogowo) — село в Польщі, у гміні Борек-Велькопольський Гостинського повіту Великопольського воєводства.
Населення — 139 осіб (2011).
У 1975-1998 роках село належало до Лешненського воєводства.

## Демографія
Демографічна структура станом на 31 березня 2011 року:
|          | Загалом | Допрацездатний вік | Працездатний вік | Постпрацездатний вік |
| -------- | ------- | ------------------ | ---------------- | -------------------- |
| Чоловіки | 71      | 15                 | 46               | 10                   |
| Жінки    | 68      | 16                 | 38               | 14                   |
| Разом    | 139     | 31                 | 84               | 24                   |